# آخرین رقص مایک جادویی
آخرین رقص مایک جادویی (به انگلیسی: Magic Mike's Last Dance) یک فیلم کمدی-درام آمریکایی محصول سال ۲۰۲۳ به کارگردانی استیون سودربرگ و نویسندگی رید کارولین است. این سومین قسمت از سه‌گانه مایک جادویی، پس از مجیک مایک (۲۰۱۲) و مایک جادویی ایکس‌ایکس‌ال (۲۰۱۵) محسوب می‌شود. در این فیلم، چنینگ تیتوم و سلما هایک به ایفای نقش پرداخته‌اند.
در ابتدا قرار بود به صورت دیجیتالی به‌طور انحصاری در اچ‌بی‌او مکس منتشر شود، پس از نمایش‌های آزمایشی قوی، برادران وارنر پیکچرز تصمیم گرفتند فیلم را در سینما اکران کنند. آخرین رقص جادویی مایک در ۲۵ ژانویه ۲۰۲۳ در ساحل میامی نمایش داده شد و در ۱۰ فوریه ۲۰۲۳ در ایالات متحده اکران شد. این فیلم در سراسر جهان ۵۷ میلیون دلار فروخت و نقدهای متفاوتی از سوی منتقدان دریافت کرد.

## خلاصه داستان
مایک دوباره به صحنه می‌رود، پس از یک معامله تجاری که شکست خورد و باعث شد او شکست بخورد و در فلوریدا در یک بارمن شرکت کند. مایک با یک فرد اجتماعی ثروتمند به لندن می‌رود که او را با پیشنهادی جذب می‌کند که نمی‌تواند رد کند و …

## بازخوردها
در وب‌سایت جمع‌آوری نقد راتن تومیتوز از ۲۱۵ نقد منتقد، با میانگین امتیاز ۵٫۵ از ۱۰ مثبت است. در متاکریتیک که از میانگین وزنی استفاده می‌کند، بر اساس ۵۴ منتقد، امتیاز ۵۲ از ۱۰۰ را به فیلم اختصاص داده است که نشان دهنده «نقدهای مختلط یا متوسط» است.

## گیشه
آخرین رقص جادویی مایک ۲۶ میلیون دلار در ایالات متحده و کانادا، و ۳۱ میلیون دلار در سایر مناطق، به مجموع ۵۷ میلیون دلار در سراسر جهان فروش کرد. در ایالات متحده و کانادا، آخرین رقص جادویی مایک به فروش ۸ تا ۱۰ میلیون دلاری از ۱٫۴۹۶ سینما در آخر هفته افتتاحیه‌اش پیش‌بینی شد. این فیلم در روز اول ۴٫۱ میلیون دلار و در مجموع ۸٫۲ میلیون دلار در آخر هفته افتتاحیه خود به دست آورد و در صدر باکس آفیس قرار گرفت. این فیلم در آخر هفته بعد به ۳۰۳۴ سینما رسید و ۵٫۳ میلیون دلار فروش کرد و در جایگاه سوم قرار گرفت.